# Neplachov
Neplachov település Csehországban, a České Budějovice-i járásban. Neplachov Ševětín, Dynín, Dolní Bukovsko, Drahotěšice és Mazelov településekkel határos. Lakosainak száma 363 fő (2024. január 1.).

## Népesség
A település lakosságának változását az alábbi diagram mutatja:
| Lakosok száma | 575  | 508  | 565  | 420  | 401  | 365  | 359  | 352  | 363  | 363  |
|               | 1869 | 1890 | 1921 | 1950 | 1980 | 2001 | 2017 | 2019 | 2022 | 2024 |